# ヴォルテールの友人
『ヴォルテールの友人』（ヴォルテールのゆうじん、The Friends of Voltaire）は、イギリスの作家エヴリン・ベアトリス・ホールによるヴォルテールの伝記（逸話集）である。1906年にS・G・タレンティアのペンネームで出版された後、翌1907年G・P・プットナムズ・サンズから本名で出版された。ヴォルテールの伝記の古典であり、初版から100年近くたった2003年になっても出版が続いている。

## 概要
この本は、ヴォルテールと密接に関わってきた10人の人物とヴォルテールとの逸話を集めるという形式で書かれている。その10人は以下の人物であり、各章の章題には、その人物の特徴を表す単語が付けられている。
- 思想家・ダランベール (d'Alembert the Thinker)
- 空論家・ディドロ (Diderot the Talker)
- 才人・ガリアーニ（英語版） (Galiani the Wit)
- 格言家・ヴォーヴナルグ (Vauvenargues the Aphorist)
- サロン亭主・ドルバック (d'Holbach the Host)
- ジャーナリスト・グリム（英語版） (Grimm the Journalist)
- 矛盾者・エルヴェシウス (Helvétius the Contradiction)
- 政治家・テュルゴー (Turgot the Statesman)
- 劇作家・ボーマルシェ (Beaumarchais the Playwright)
- 貴族・コンドルセ (Condorcet the Aristocrat)

エルヴェシウスの章には、後にヴォルテール自身の発言と誤認されるようになった有名なフレーズがある。エルヴェシウスの著書『精神論』(De l'esprit)はその内容から焚書処分となり、エルヴェシウス自身も断罪を受けたが、本書において、そのことについて説明しつつ、ホールは次のように書いた。
この本を嫌っていた人々、ヘルヴェティウスを愛していなかった人々が、今や彼に群がっている。ヴォルテールは、意図的にもしくは意図せずに、彼のことを侮辱していた。「オムレツのことで何の騒ぎだ!」焚書のことを聞いたとき、彼はこう叫んだ。そのような些細なことで人を迫害するとは、なんとひどく不当なことだろう! 「私は、あなたが言うことには反対するが、あなたがそれを言う権利は命をかけても守る」というのが、今の彼の態度だった。
この 「私は、あなたが言うことには反対するが、あなたがそれを言う権利は命をかけても守る」(I disapprove of what you say, but I will defend to the death your right to say it)というフレーズは、当時のヴォルテールの態度をホールが説明したものだったが、後にヴォルテール自身の発言と誤解されて広まった。